# Знайомство з батьками
«Знайомство з батьками» (англ. Meet the Parents) — кінокомедія режисера Джея Роуча.

## Сюжет
Гей Фокер (Бен Стіллер), скромний працівник лікарні, збирається одружитися з чарівною Пем (Тері Поло), але вирішує спочатку познайомитися з батьками коханої. Справити на них добре враження, як невдовзі з'ясовує герой, важко: татусь Пем, Джек Бернс (Роберт Де Ніро), — колишній агент ЦРУ, спеціаліст з психології серійних вбивць, готовий у кожному бачити злочинця та наркомана.

## В ролях
- Роберт Де Ніро — Джек Бернс
- Бен Стіллер — Гейлорд «Грег» Факер
- Тері Поло — Пем Бірнс
- Блайт Даннер — Діна Бернс
- Ніколь ДеХафф — Дебора Бернс
- Джон Абрахамс — Денні Бернс
- Оуен Вілсон — Кевін Ревлей
- Джеймс Ребхорн — доктор Ларрі Бенкс
- Томас МакКарті — доктор Боб Бенкс
- Філліс Джордж — Лінда Бенкс

## Знімальна група
- Режисер — Джей Роуч
- Продюсер — Роберт Де Ніро, Ґреґ Глієнна, Емо Філіпс
- Сценарист — Ґреґ Глієнна, Мері Рут Кларк, Джеймс Херцфелд
- Оператор — Пітер Джеймс
- Композитор — Ренді Ньюман
- Монтаж — Ґреґ Хейден, Джон Полл
- Підбір акторів — Еллен Ченовет
- Художники-постановники — Джон Касарда
- Декоратор — Расті Сміт
- Художник по костюмах — Даніел Орланді

## Нагороди
- Премія каналу «MTV», 2001 рік
  - Найкраща комедійна роль (Бен Стіллер)
  - Найкраща репліка

- ASCAP Film and Television Music Awards, 2001 рік
  - Найкраща музика (Ренді Ньюман)

- American Comedy Award, 2001 рік
  - Найсмішніший актор у фільмі (Бен Стіллер)

- Bogey Award, 2000 рік, Німеччина
- Golden Screen, 2001 рік, Німеччина

- People's Choice Award, 2001 рік
  - Улюблена кінокомедія

### Номінації
- Las Vegas Film Critics Society Awards, 2000 рік (номінація).
  - Найкраща пісня (Ренді Ньюман)

- Оскар, 2001 рік
  - Найкраща пісня — «A Fool In Love»

- Золотий глобус, 2001 рік
  - Найкраща чоловіча роль (комедія або мюзикл) (Роберт Де Ніро)

- Премія каналу «MTV», 2001 рік
  - Найкраща екранна команда (Роберт Де Ніро, Бен Стіллер)

- American Comedy Award, 2001 рік
  - Найсмішніший актор у фільмі (Роберт де Ніро)
  - Найсмішніший фільм

- Blockbuster Entertainment Award, 2001 рік
  - Улюблений актор комедії/мелодрами (Роберт де Ніро)
  - Улюблений актор комедії/мелодрами (Бен Стіллер)
  - Улюблена актриса — новачок (Тері Поло)
  - Улюблений комедійний актор (Оуен Вілсон)
  - Улюблена комедійна актриса (Блайт Деннер)

- Golden Trailer Awards, 2001 рік
  - Найкраща комедія

- Satellite Awards, 2001 рік
  - Найкраща пісня

- Teen Choice Award, 2001 рік
  - Найкращий вибір актора для фільму (Бен Стіллер)
  - Найкращий комедійний фільм

## Додаткові факти
- Коли урну розбивають, кіт біжить і справляє потребу на праху мати Джека. В «Недоторканих (1987)» Аль Капоне, якого грає Роберт Де Ніро, говорить, що він хотів, щоби Еліот Несс був мертвий, і тоді він зміг би піти до нього додому серед ночі і «помочитись» на його прах.
- Джинкса грав кіт на ім'я Мішка.
- Кіт названий в честь мультсеріалу 50-60х Ханна-Барбера.
- Молитва Ґреґа — це уривок з пісні «День за днем» з Godspell: мюзиклу, заснованого на Євангеліє від Матфея (1973).
- У свій час Джим Керрі був затверджений на роль Ґреґа Факера.
- Перед тим як дати благословення на обід, Бен Стіллер говорить «я не рабин». У своєму попередньому фільмі — «Зберігаючи віру» (2000), він грає рабина.
- Письменник Джеррі Шталь був співавтором сцени «доїння кота».
- В одній зі сцен можна побачити Спенсера Бресліна, який грав у фільмі «Малюк».
- Кадри з домашнього відео Тері Поло, які знімав колишній чоловік Тоні Мур.
- Сцена в ресторані була знята в Порті Вашингтоні, в Нью-Йоркському ресторані «Луі». Гонку між Беном Стіллером та Робертом Де Ніро також знімали у центрі Порту Вашингтону.
- Коли Ґреґ залазить за котом на дах, звучить пісня «Запаморочення» (1958).
- Згідно з коментарем на DVD, сцена гонитви спочатку задумувалась як пародія на фільм «Ронін (1998)». Коли режисер побачив, як швидко змінюються кольори на світлофорі, то зрозумів, що це буде той ще анекдот, і переписав сцену (світлофори дійсно змінює колір зі зеленого на червоний так швидко, як показано у фільмі).
- Кристофер Вокен міг зіграти Джека Бернса.
- За словами Тері Поло, в сцені, де вона і Бен Стіллер цілуються на своєму ліжку, і він пестить її груди, вона запхала печиво в бюстгальтер.
- Тайський словниковий запас Джека досить бідний, і він постійно повторював слово «Що?» на різний манір, створюючи відчуття розмови. Тайці аплодували Роберту Де Ніро за намагання.
- Кінематографістам не дозволили би використовувати прізвище «Факер», якби не знайшли конкретну людину з цим прізвищем.
- Джулія Стайлз прослуховувалась на роль Пем, але покинула зйомки через фільм «10 речей, які я в тобі ненавиджу» (1999).
- Система охорони зі сигналізацією в будинку Джека — Magnum Alert MA1000e.